# Mittani

Lage des Mittanireiches und seine territorialen und geopolitischen Beziehungen um 1500 v. Chr.

Mittani (auch Mitanni, Mittanni oder Ḫanilgabat) war ein Staat in Nordsyrien. Im 15. und frühen 14. Jahrhundert v. Chr. reichte er von der Grenze Nordmesopotamiens bis in den Norden Syriens. Von der Mitte des 14. Jahrhunderts v. Chr. bis zu seinem Ende in der Mitte des 13. Jahrhunderts v. Chr. umfasste er das Gebiet der Quellflüsse des Habūr.

## Name
Die Eigenbezeichnung war Ma-i-ta-ni (Maitani) (Šuttarna I. und Sauštatar), die Gernot Wilhelm von Maitta, dem Eigennamen eines hypothetischen Königs, ableitet. Später ist die Form Mittani, Mittan(i)-ni belegt, alternativ wird die Bezeichnung matḪanilgabat verwendet, durchgängig in Nuzi. Nach Speiser hieß das Reich Mitanni, aber das Land Ḫanilgabat. Seit dem 13. Jh. ist Ḫanilgabat gegenüber Mittan(ni) vorherrschend. Die Amarnabriefe des Königs Tušratta kennen die Schreibweisen Mi-ta-an-ni (EA 21), Mi-i-ta-an-ni (EA 23), Mi-i-ta-a-an-ni (EA 22), Mi-i-it-ta-an-ni (EA 19) und Mi-it-ta-a-an-n[i] (EA 28).
Die Assyrer nannten das Land Ḫabingalbat, Hanilgabat, Ḫanigalbat oder Ḫabilgalbat, eine Bezeichnung, die seit dem 15. Jahrhundert gebräuchlich ist. Nur in einer historisierenden Inschrift von Tiglat-Pileser I., in der der assyrische König über die Jagd auf Wildstiere berichtet, taucht einmalig die Bezeichnung Mi-ta-a-ni auf.
Der mittelhethitische Vertrag zwischen Tudḫaliya I. (laut Gernot Wilhelm auch Tudḫaliya I/II.) und Šunaššura von Kizzuwatna nennt Mi-it-ta-an-ni, die auch weiterhin in Ḫattuša gebräuchliche Form. In akkadischen Texten verwendeten die Hethiter Hanikalbat, in hethitischsprachigen Mitanna und in den Hieroglypheninschriften (L)Mi-ta-ni. Zuweilen findet hier auch Ḫurri* Verwendung, so im Vertrag zwischen Šuppiluliuma I. und Šattiwaza. Seit Muršili II ist auch Ḫurri belegt.
In den Inschriften der Ägypter zwischen der Zeit von Thutmosis III. und Scheschonq I. findet sich mìt_n und mìtn. Außerdem verwendeten die Ägypter seit Thutmosis I. die Landschafts-Bezeichnung Nah(a)rina/Naḫrina (nhr) für Nordsyrien, die später auf das Mittan(n)i-Reich übertragen wird. Šuttarna II. wird als Fürst von Naharina bezeichnet.
In neuassyrischer Zeit, nach dem Ende Mittan(n)is als Staatswesen, wurde der Name Ḫanigalbat für das Land zwischen den Flüssen Chabur und Euphrat verwendet.

## Geographie und Quellen
Mittani erstreckte sich zur Zeit seiner größten Ausdehnung von Nuzi (heute bei Kirkuk im Irak) im Osten über die Nordtigrisregion und Nordsyrien bis nach Kizzuwatna (in Kleinasien) im Westen. Sein Zentrum lag im Gebiet des Chabur und dessen Quellflüssen. Hier befanden sich auch die Hauptstädte Waššukanni (vermutlich mit dem Tell Fecheriye bei Raʾs al-ʿAin zu identifizieren), wo Sauštatar seinen Palast hatte, und Taite (die Hauptstadt der Spätzeit, vermutlich im Tall Hamidiya zu lokalisieren). Beide Städte konnten noch nicht einwandfrei lokalisiert werden. Im Norden grenzte Mittani an Išuwa und Alše.
Da die Hauptstädte bisher nicht ausgegraben werden konnten, stützt sich das Wissen über Mittani vor allem auf ägyptische, assyrische und hethitische Quellen. Aus mittanischem Gebiet selbst liefern die Palast- und Privatarchive aus Nuzi im Königreich Arrapḫa, Nagar (Tell Brak, der früher fälschlicherweise mit Taite identifiziert wurde) und Alalach die wichtigsten Textfunde; weitere Texte fanden sich in Qatna. An einer seit 2010 bekannten Fundstelle, die vermutlich im Gebiet der aus einer schriftlichen Quelle bekannten Stadt Zachiku liegt, konnte durch den niedrigen Wasserstand des Mosul-Stausees seit Herbst 2018 bei Rettungsgrabungen in Kemune, südwestlich der Provinzhauptstadt Dohuk, ein Palast aus der Mittanizeit am Ostufer des Tigris in der autonomen Region Kurdistan nachgewiesen werden, der vor allem durch die Entdeckung von Wandmalereien oder farbigem Putz von großer Bedeutung für die Forschung ist.
Das mittanische Königreich hat der Nachwelt wenig hinterlassen. 1925 wurde im Nordirak ein erster Mittani-Palast in der antiken Stadt Nuzi entdeckt. Ein zweiter Palast wurde in der südlichen Türkei in den Rudimenten der bronzezeitlichen Stadt Alalach gefunden. Auf dem höchsten Punkt von Tell Brak im Nordosten von Syrien legten britische Forscher zwischen 1985 und 1987 einen weiteren Palast frei. Der Palast in Kemune ist bisher der vierte und weist eine Fläche von mehr als 2000 Quadratmetern auf.

## Wirtschaft
Der fruchtbare Boden und der ausreichende Niederschlag ermöglichten sowohl Ackerbau als auch die Haltung von Rindern, Schafen und Ziegen. Auf künstlich bewässerten Feldern waren zwei Ernten im Jahr möglich. In Arrapḫa war der Ertrag von Weizenfeldern deutlich geringer als der von Gerstenfeldern. Zudem gab es nomadische Viehzüchter, die Getreiderationen zugeteilt bekamen.
Der Handel wurde in Arrapḫa über den Palast von Palastsklaven organisiert. Es ist nicht klar, inwieweit sich dieser Handel auf andere Provinzen Hanigalbats übertragen lässt.

## Bevölkerung und Sprache
Die Bevölkerung bestand aus Hurritern, Amoritern und Assyrern. Aus Mittani sind hurritische, akkadische und alt-anatolische Sprachzeugnisse bekannt.
Es finden sich zudem einzelne indoarische Wörter. Zu Letzteren gehören Personennamen, hippologische Termini, Zahlen sowie Namen von Göttern, die zum Teil auch aus dem vedischen und persischen Pantheon bekannt sind. Mayrhofer (1961, 30) bezeichnet sie als „spärliche Relikte arischer Prägung, von denen nach vertiefter Betrachtung noch manche verfehlte Zuweisung abgezogen werden musste.“
Es handelt sich im Einzelnen um:
- hippologische Termini aus dem hethitischen Kikkuli-Text,
- Pferdebezeichnungen aus Nuzi, im Einzelnen:
  - b/paprunnu (altind. babhrú-, rotbraun)
  - b/ppinkarannu (*piṅgará-, altind. piṅgalá-, rötlich)
  - paritannu (*paritá-, altind. palitá-, grau)
- den Ausdruck maryanni für Streitwagenkämpfer, der aus ved.-altind. márya- = junger Mann, Held abgeleitet wurde. Inzwischen wird diese Ableitung jedoch bezweifelt (Kammenhuber 1961, Mayrhofer 1969, 37).
- Aus einem Vertrag zwischen Šuppiluliuma I. von Ḫatti und Šattiwazza, Sohn von Tušratta, dem König von Mittani aus dem 14. Jahrhundert v. Chr., sind Götternamen bekannt, die 1907 von Hugo Winckler mit den rigvedischen Mitra, Indra, Varuna und Nāsatyā gleichgesetzt wurden. Georges Dumézil übernahm diese Gleichsetzung.
  - dingir meš (die Götter) mi-it-ra-aš
  - dingir meš a-ru-na/ú-ru-ua-na
  - dingir meš in-da-ra/in-tar
  - dingir meš na-ša-at-ti-ia-an-na

Außer einer Vielzahl anderer Götter werden noch „die männlichen Götter, die weiblichen Götter, einzeln und zusammen, aus dem Lande Ḫatti, die männlichen Götter, die weiblichen Götter, einzeln und zusammen, aus dem Lande Kizzuati, die Götter der Unterwelt“, ferner „Himmel und Erde, der Wind und die Wolken“, „alle tausend Götter“ angerufen.
- unbestritten der Königsname Artatama
- nach Mayrhofer zehn weitere Thronnamen der Barsatar-Dynastie. Die Privatnamen der Könige und die Frauennamen sind aber, soweit bekannt, hurritisch. So führte König Šattiwaza/Kurtiwaza den Geburtsnamen Kili-Tešup.
- Ein Halsschmuck Mani-nnu, der in einem der Amarna-Briefe erwähnt wird
- nach Mayrhofer einige Personennamen, wie Bi-ri-da-aš-wa aus Syrien und Bi-ri-ia-aš-šu-wa aus Alalach IA (sein Vater trug den hurritischen Namen Irip-šeni).

## Geschichte

### Vorgeschichte und Frühzeit
Schon aus dem späten 3. Jahrtausend v. Chr. sind hurritische Staatswesen bekannt. Vor allem zu nennen ist hier das Fürstentum Urkeš, das unter seinen Fürsten Atal-Šen im 22. Jahrhundert und Tiš-Atal im 21. Jahrhundert v. Chr. (nach der mittleren Chronologie) ein recht großes Gebiet umfasste. Ist für diese Zeit eine hurritische Bevölkerung vom Gebiet des Zagros bis zu den Habūr-Quellflüssen belegt, so sind für das 18. und 17. Jahrhundert v. Chr. schon zahlreiche hurritische Personennamen bis in das Orontesgebiet hinein nachgewiesen worden. Nun fanden sich im Norden Mesopotamiens hurritische Fürstentümer wie Burundum und Elahut; während Hurriter in Mari und Babylonien zu dieser Zeit vorrangig als Arbeiter oder als Sklaven tätig waren, waren sie in Jamchad bereits in die oberen Gesellschaftsschichten aufgestiegen. Als der Hethiterkönig Ḫattušili I. gegen die expansiven Hurriter um 1630 v. Chr. gen Osten zog, hatte er es noch mit den hurritischen Königen von Suda und Ilanzura zu tun. Aus der Inschrift auf der Statue des Idrimi ist um 1470 v. Chr. erstmals die Existenz des Staates Hurri/Mittani bezeugt, welcher spätestens am Ende des 16. Jahrhunderts v. Chr. entstanden war und sich bereits von Nordmesopotamien bis an das Mittelmeer erstreckte.
Der Beginn des Staates liegt völlig im Dunkeln. Mittanis Könige trugen ausschließlich nichthurritische Thronnamen, von denen einige als indoarisch identifiziert worden sind. Da im Šattiwazza-Vertrag indoarische Gottheiten erwähnt werden (wenn auch nicht an führender Stelle) und der Hurriter Kikkuli in einem hethitischen Text indoarische Termini für das Pferdetraining verwendete, ist vermutet worden, dass sich Indoarier irgendwann an die Spitze hurritischer Fürstentümer oder Stammesverbände gesetzt hatten. Einer anderen Ansicht zufolge waren (spätere) hurritische Eliten zu einem unbekannten Zeitpunkt von indoarischem Kulturgut beeinflusst worden, wofür auch sprechen könnte, dass mindestens ein Mittani-König (Šattiwazza) vor seiner Thronbesteigung einen hurritischen Namen trug. Mangels hinreichender Belege ist diese Frage derzeit leider nicht entscheidbar. Idrimi entstammte jedenfalls einer in Halab ansässigen Dynastie, die sich zwei oder drei Generationen vor ihm vertraglich an das junge Hurriterreich gebunden hatte – eine Vorgehensweise, die ebenso im Falle Assurs und später Kizzuwatnas zu beobachten ist und die vielleicht auch typisch für die Entstehung des Reiches gewesen war. Um 1500 v. Chr. wurden Idrimi und seine älteren Brüder vertrieben, offenbar weil sich Halab seinem mittanischen Oberherrn gegenüber nicht mehr willfährig verhielt. Nach mehrjähriger Flucht unterwarf sich Idrimi dem Mittani-König Parrattarna. Um der Eide willen, die sich die beiden Herrscherfamilien einst geschworen hatten, wurde Idrimi mit der Provinz Mukiš und ihrer Hauptstadt Alalach ausgestattet, welche auch schon von seinen Vorvätern regiert worden war.

### Das Großkönigtum Mittani

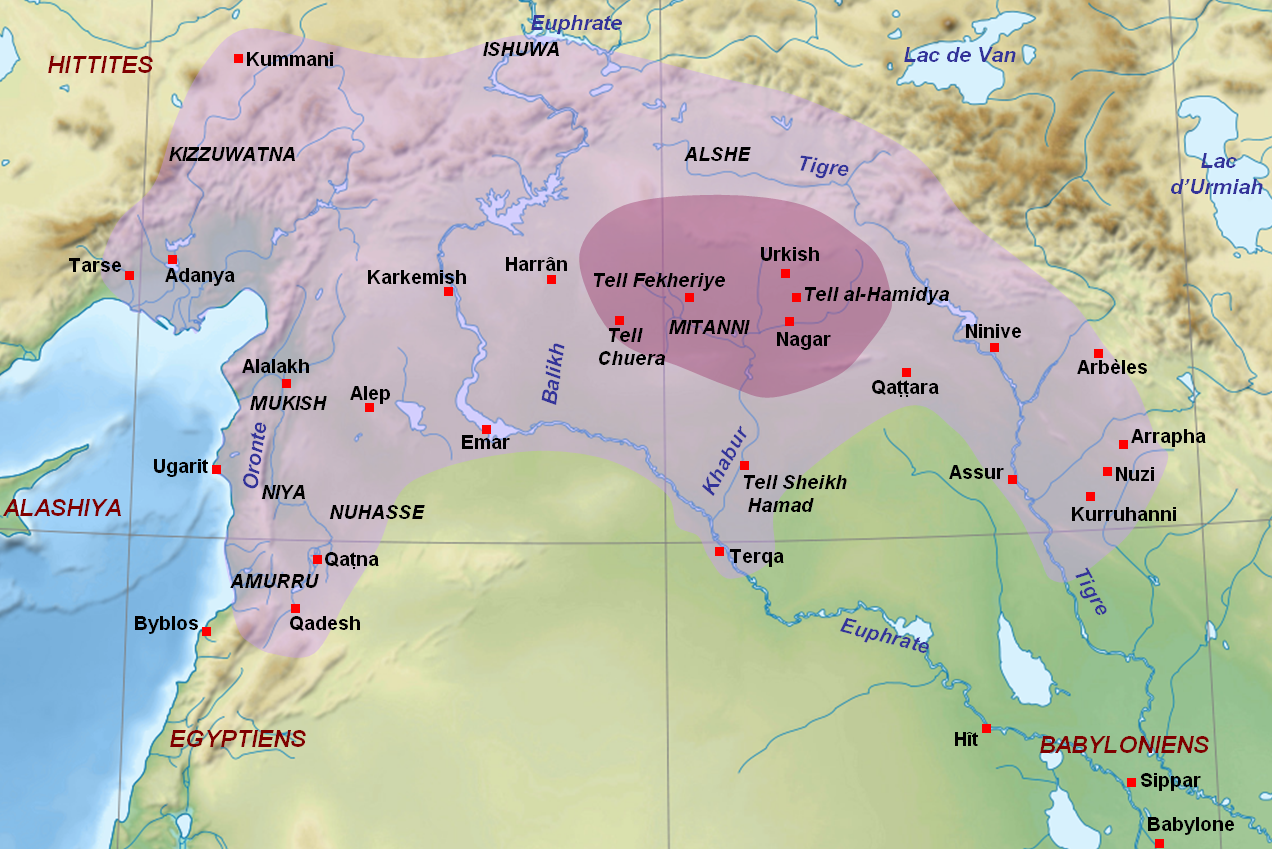
Kerngebiet und vermutete maximale Ausdehnung des Großkönigtums Mittani

Siegel von König Sauštatar (1450–1410 v. Chr.)

Eine knappe biographische Notiz von Idrimis älterem Zeitgenossen, dem Pharao Thutmosis I. (1504–1492 v. Chr.), könnte auf eine erste Auseinandersetzung zwischen Ägypten und Mittani im Zuge von Thutmosis’ Syrien-Kampagnen hindeuten. Seinem Enkel Thutmosis III. zufolge soll Thutmosis I. sogar eine Stele am Westufer des Euphrat aufgestellt haben. Ob Mittani tatsächlich, wie zuweilen behauptet, im Hintergrund die Fäden zog, als sich die vom König von Qadeš geführte syrische Koalition dem Pharao Thutmosis III. (1479–1425 v. Chr.) bei der Schlacht von Megiddo 1456 v. Chr. entgegenstellte, ist zweifelhaft. Sicher belegt ist die Konfrontation zwischen Mittani und Ägypten erst für 1446 v. Chr. Nachdem Thutmosis III. mehrere Kampagnen zur Konsolidierung seiner Stellung in Südsyrien unternommen hatte, konnte er nun weiter nordwärts ziehen. Am „Wacholderhügel“, westlich von Halab, schlug er den König von Mittani, welcher über den Euphrat floh. Auch Thutmosis III. zog nun gen Osten, brachte die Siegesstele seines Großvaters mittels in Gubla vorgefertigter Boote in der Nähe von Karkemiš auf die östliche Euphratseite, pflanzte sie dort auf und verwüstete das Land flussabwärts bis Emar. Dass er danach auf seinem Weg nach Westen in Zentralsyrien aber noch weitere Kämpfe auszufechten hatte und auch 1445 v. Chr. wieder nach Syrien ziehen musste, könnte auf die keineswegs entschiedene Situation im Kampf mit Mittani hindeuten, zumal schon 1444 v. Chr. im syrischen Raum erneut mittanische Truppen standen. Möglicherweise war deren Niederlage nun der Grund dafür, dass sogar das nordsyrische Alalach dem Pharao „Sklaven, Kupfer, Bauholz und süße Pflanzen“ sandte. Wie unsicher die Situation für Ägypten in dieser Region aber dennoch blieb, zeigen etwas später Aufstände im Libanon und im syrischen Küstenbereich, im Zuge deren Niederschlagung auch Soldaten aus dem mittanischen Einflussgebiet gefangen genommen wurden.
Während Ägypten in südsyrischen Städten wie Ullaza oder Gubla zeitweilig Garnisonen unterhielt, wurde Nordsyrien sicherlich niemals nachhaltig durch Ägypten kontrolliert. Bei der Bewertung der mittanisch-ägyptischen Auseinandersetzungen darf man nicht außer Acht lassen, dass das historische Wissen angesichts der spärlichen Quellen aus Mittani selbst im Wesentlichen auf der mit Sicherheit tendenziösen Annalistik ägyptischer Herrscher beruht. Mittani hatte in der Mitte des 15. Jahrhunderts v. Chr. offenbar den gesamten nördlichen Bogen entlang des Fruchtbaren Halbmondes von Nuzi am Unteren Zāb im Osten bis in die nördliche Levanteregion im Westen an sich gebunden. Auch die nordsyrische Küstenstadt Ugarit war vorübergehend mitannisch, wurde aber meistenteils von Ägypten kontrolliert. Der Einfluss Ägyptens reichte allerdings aufgrund des Einsatzes seiner Flotte in der Küstenregion weiter nach Norden als ins Landesinnere. Im Norden Mesopotamiens waren die hurritischen Länder Išuwa und Alše im Quellgebiet des Tigris zeitweilig in mitannischer Hand. In der zweiten Hälfte des 15. Jahrhunderts v. Chr. löste sich Kizzuwatna vom Hethiterreich und verband sich mit Mittani. Aber schon im selben Zeitraum wurde der Ehrgeiz der künftigen Erben des Mittani-Reiches spürbar. Zum einen bot sich das Hethiterreich dem Pharao mittels Geschenken als Koalitionär an und war vorübergehend in der Lage, Halab an sich zu binden. Zum anderen machte sich das Mittani untertänige Assur selbständig und erneuerte seine Verbindungen mit Babylon, was eine Wiedereinnahme und Plünderung der Stadt durch den Mittani-König Sauštatar nach sich zog.
Thutmosis’ III. Sohn Amenophis II. (1427–1401 v. Chr.) sah sich zu Beginn seiner Regierung noch zu mehreren Expeditionen nach Syrien genötigt. Es ist jedoch als ein Zeichen der Ausgeglichenheit des Kräfteverhältnisses zwischen Mittani und Ägypten zu bewerten, dass er später mit dem Hurriterstaat diplomatische Beziehungen aufnahm, die zunächst zwar noch von Waffengeklirr begleitet waren, allmählich aber zu einer dauerhaften Aussöhnung führten. Amenophis’ Sohn, Enkel und Urenkel nahmen mittanische Prinzessinnen in ihre Harems auf. Ein besonderer Verbundenheitsbeweis war die zweimalige Versendung der heilkräftigen Šauška-Statue von Ninive durch die Mittani-Könige Šuttarna II. und Tušratta an ihren kranken „Bruder“ Amenophis III. (1391–1353 v. Chr.). In Amarna sind viele Zeugnisse eines Austausches von Briefen und Geschenken zwischen Theben und Waššukanni geborgen worden. So schreibt Tušratta: „Wir sind einander einig, und das hurritische Land und das ägyptische Land sind wie ein einziges Land einig. Ich bin wie der Herr des ägyptischen Landes, und mein Bruder ist wie der Herr des hurritischen Landes.“ In diesen Worten schwingt aber auch schon Tušrattas Wunsch mit, sich zur Bewältigung neuer Probleme an die Stärke des Pharaos anzulehnen.
Bis in die ersten beiden Jahrzehnte des 14. Jahrhunderts v. Chr. war Mittani ein recht stabiler Machtfaktor im Vorderen Orient. Nach der Ermordung Atrašumaras durch einen wahrscheinlich dynastiefremden Usurpator entbrannte ein Kampf zwischen Atrašumaras Brüdern um den Thron: Tušratta entledigte sich des Usurpators und riss die Herrschaft an sich, während ein weiterer Prätendent, Artatama II., sowohl im Hethiterreich als auch in Assur um Unterstützung seiner Ansprüche warb. Die daher zu befürchtende Unzuverlässigkeit Mittanis wird wohl Šunaššura von Kizzuwatna veranlasst haben, sich unter Berufung auf ein älteres Abkommen vom Mittani-Reich ab- und dem Hethiterreich zuzuwenden. Zudem besetzte Babylon Teile Arrapḫas und Aššur-Uballit I. von Assur schüttelte das mitannische Joch ab. Dem Pharao Amenophis III. gegenüber beanspruchte Aššur-Uballit Gleichrangigkeit mit Tušratta von Mitanni. Der Feldzug, den er in Koalition mit dem König von Alše um 1330 v. Chr. zur Durchsetzung der Thronansprüche Artatamas II. und dessen Sohnes Šuttarna III. bis in die nördliche Euphratregion hinein unternahm, gilt als erste Manifestation der Macht des jungen mittelassyrischen Reiches. Šuttarna III. musste als Gegenleistung unter anderem Mittanis Kronschatz an Assur ausliefern. Die darauf folgende erfolgreiche Kampagne des Hethiterkönigs Šuppiluliuma I. zur Unterstützung des Thronanwärters Šattiwaza, einem Sohn Tušrattas, wird hingegen als der erste Höhepunkt des Hethitischen Großreiches betrachtet. Das ehemalige Reich Mittani zerfiel somit im Wesentlichen in das Kernland des Mittelassyrischen Reiches, einige neu entstandene hethitische Provinzen westlich des Belich sowie – dazwischen gelegen – das Königreich, das von den Hethitern Mitanna genannt wurde.

### Mittani/Hanigalbat zwischen Ḫatti und Assur

Geopolitische Lage in der Levante während der Amarna-Zeit

Šattiwaza, Nachfahre der Mittani-Herrscher und nun erster König Mittanis von hethitischen Gnaden, musste die Suzeränität des Hethiterkönigs anerkennen. Obwohl Šuppiluliuma I. noch verkündete, „das tote Land wiederherstellen“ zu wollen, ist die nun folgende Geschichte gekennzeichnet vom Ringen der beiden neuen Großmächte um eine Provinz. Die Schwäche der unmittelbaren Nachfolger Aššur-Uballits und die hethitische Rückendeckung ermutigte die Könige von Mittani zu Aggressionen gegen Assyrien, auf die Adad-Nērārī I. von Assur (1307–1274 v. Chr.) mit einer Invasion in das Habūr-Gebiet reagierte. Šattuara I. von Mittani wurde nach Assur gebracht und musste dort seine Unterwerfung unter die assyrische Oberhoheit beeiden. Šattuaras Sohn Wašašatta rebellierte jedoch erneut. Die Hethiter waren wahrscheinlich aufgrund ihrer Auseinandersetzungen mit Ägypten, die 1274 v. Chr. in der Schlacht bei Qadeš kulminierten, außerstande, dem Hilferuf des Wašašatta von Mitanna zu entsprechen, als Adad-Nērārī das Land erneut angriff. Nun okkupierte der Assyrerkönig mitannisches Gebiet dauerhaft, errichtete in Mittanis Hauptstadt Taidu einen eigenen Palast und verschleppte die Angehörigen des Königs nach Assur. Er konnte jedoch Tūrira nicht besetzen, das weiterhin dem König von Mitanni unterstand (KBoI 14).
Was nach der – wohl nur teilweisen – Einverleibung Hanigalbats durch Adad-Nērārī geschah, ist sehr umstritten. Wahrscheinlich floh der mittanische König bei Adad-Nērārīs zweitem Angriff samt seiner Hausmacht in ein Gebiet jenseits der neuen assyrischen Grenzen – vielleicht in die Region des Tur Abdin oder nördlich davon – und regierte dort entweder einen Reststaat oder kam in einem verbündeten Fürstentum unter. Der Hethiterkönig Ḫattušili III. konnte sich wieder seinem östlichen Alliierten, dem König von Mitanna, widmen, nachdem er sich mittels seines berühmten Friedensvertrags mit Ramses II. den Rücken im Westen frei gemacht hatte. Er formte eine Koalition, an der sich außer Šattuara II., der neue König von Mittani, nun auch aus dem Westen eingewanderte Aramäerstämme beteiligten, die dem Assyrerreich von nun an für viele Jahrzehnte zu schaffen machten. Im Jahre 1267 v. Chr. kam es zu einem Zusammenstoß zwischen Adad-Nērārīs Sohn Salmanassar I. (1273–1244 v. Chr.) und dieser Koalition.
Auch die Frage, ob dem Hurriterstaat hierbei, wie eine Inschrift Salmanassars suggeriert, endgültig der Todesstoß versetzt wurde, ist von Historikern äußerst unterschiedlich beurteilt worden. Fest steht, dass Šattuara II. in dieser Region der letzte quellenmäßig belegte Fürst mit einem indoarischen Herrschernamen war. Zudem ist von keinem der hurritischen Herrscher, die Salmanassar I. und seinem Nachfolger Tukultī-Ninurta I. (ca. 1233–1197 v. Chr.) auch in der Folge noch zusetzten, bekannt, dass er für sich den Titel „König von Mittani/Hanigalbat“ beansprucht hätte. Ein großer Teil Hanigalbats war während der Herrschaft dieser beiden Könige sicherlich fest in assyrischer Hand. Assyrische Truppen patrouillierten, assyrisches Recht wurde eingeführt. Hurriter wurden systematisch aus der Verwaltung ausgeschlossen, sogar hurritische Tempel unterstanden Assyrern. Salmanassar I. begann in dieser Region mit einer Umsiedlungspolitik, die unter Tukultī-Ninurta I. im Zuge seiner Eroberungszüge, die ihn auch in hurritische Länder wie Alše, Kašiari (Tur Abdin) und Šubaru führten, zu einer regelrechten Deportationspolitik ausgebaut wurde. Das alles spiegelt vor allem wider, wie sehr die Assyrier die Wiedererrichtung eines starken Hurriterreiches durch neu aufflammende, von den Hethitern unterstützte Aufstände fürchteten. In der Tat mehren sich am Ende von Tukultī-Ninurtas Regentschaft die Anzeichen für Spannungen zwischen Ḫatti und Assur merklich. Im Herzen Hanigalbats lieferten sich schließlich der Hethiterkönig (wohl Tudḫaliya IV.) und der Assyrerkönig eine Schlacht. Tudḫaliya, der von seinem hurritischen Verbündeten, dem König von Išuwa, im Stich gelassen worden war, musste geschlagen abziehen. Tukultī-Ninurta hatte nun ein Reich geschaffen, das von Babylonien bis in die Naīri-Gebiete reichte. Die Deportierten (darunter viele Hurriter) setzte er sowohl zur Bestellung königlicher Güter als auch für den Bau seiner aus dem Boden gestampften neuen Kapitale Kār-Tukultī-Ninurta ein. Doch schien er am Ende seines Lebens bereits gespürt zu haben, dass seine gewaltsam errichtete Ordnung keine Dauer haben würde, wenn er seinen Gott Assur mit folgenden Worten anruft: „Ein böser Kreis hat (Deine) Länder und Deine Stadt umzingelt, Gott Assur(!) … Arglistig hat man sich verabredet, Dein Land Assyrien zu plündern. Sämtliche Länder wünschen die Zerstörung Deiner Wunder; Tag (und Nacht) eifern sie, Deine Städte im Norden wie im Süden zu vernichten…“
Darauf, dass Hanigalbat unter Salmanassar I. vielleicht nicht gänzlich in das Assyrerreich inkorporiert wurde, könnte die Tatsache hindeuten, dass das von ihm eroberte Gebiet des Tur Abdin, das ein integraler Bestandteil Mittanis gewesen war, auch wieder Gegenstand von Tukultī-Ninurtas Kampagnen wurde. Die Assyrerkönige Adad-nērārī II. (911–891 v. Chr.), Tukultī-Ninurta II. (890–884 v. Chr.) und Aššur-Nāsirpal II. (883–859 v. Chr.) unternahmen dann wieder Eroberungszüge in dieses Land. Jedoch verschob sich das ethnographische Gewicht schon am Ende des 2. Jahrtausends (vielleicht auch durch die Deportationspolitik Tukultī-Ninurtas I. begünstigt) zunehmend zugunsten der Aramäer. Der Name „Hanigalbat“ wurde hingegen noch lange als geographische Bezeichnung verwendet.

## Pferdezucht und Streitwagen
Mittani war berühmt für seine Pferdezucht und den militärischen Einsatz von Streitwagen. (Siehe auch die Anweisungen des Kikkuli zu Pferdehaltung und -training). Eine der wichtigsten Innovationen der Kriegstechnik war die Entwicklung eines beweglichen zweirädrigen Streitwagens, der den schwerfälligen, von Wildeseln gezogenen Sumererwagen ersetzte. So wurden in über 184 Tagen dauernden Dressurkursen Pferde zu Hochleistungstieren ausgebildet, die zum schnelleren Antrieb des Streitwagens eingespannt wurden. Diese Innovation von Mittani ist später von Hethitern, Assyrern und Ägyptern kopiert worden.

## Verwaltung
Die einzelnen Städte wurden gewöhnlich von Verwandten des Königs verwaltet, daneben gab es aber auch eine Versammlung der Ältesten (Senat). Der Palast sowie die großen Tempel besaßen eigenes Land, Viehherden und Obstgärten. Das Land wurde von abhängigen Bauern, taluhi, bearbeitet. Außerdem mussten auch freie Bauern einen Teil ihrer Arbeitskraft in den Dienst des Palastes stellen (ILKU). Der Palastwirtschaft stand der ŠAKIN BITI vor. Den Mariyanni (rākib narkabti), den Streitwagenfahrern, wurde Land zugewiesen, mit dem sie ihren Lebensunterhalt bestreiten konnten und das sie oft mit Hilfe von Sklaven bebauten. Der Titel Mariyannu wurde teilweise erblich; Texte aus Alalaḫ erwähnen Marijanni-na, die keine Streitwagen besitzen, im Arrapḫa verloren diese aber ihr Land, wenn sie keine Streitwagen stellen konnten. Vom König zugeteiltes Land („Kronland“) konnte nur vererbt, aber nicht verkauft werden, in Arrapḫa umging man diese Regel aber oft durch Adoption. Einige Marijanni-na wurden so zu Großgrundbesitzern.
Die Bauern und Handwerker waren in Familien (BITU) organisiert, die sowohl wirtschaftliche wie religiöse Einheiten waren.
Frauen konnten Land besitzen und Distrikte verwalten. Dies belegt unter anderem ein Brief des Königs Sauštatar, der in Nuzi gefunden wurde. Er ist an einen gewissen Ithiya gerichtet, vielleicht dem Herrscher von Arrapḫa und behandelt die Grenzziehung zwischen dem Distrikt Paharasše, der der Amminaye unterstand, und einer Siedlung, die der König einem gewissen Ugi übereignet hatte. Als Ausgleich soll Amminaye die Stadt Atilu erhalten, und Šatawatti aus dem Stadtrat von Atilu soll die neuen Grenzen festlegen.

## Religion
König Tušratta nennt in seinen Briefen an den ägyptischen Pharao regelmäßig die Göttin Šauška/Inanna, deren Götterbild er dem kranken Pharao gesandt habe – sowie den Wettergott Teššub und den Sonnengott Šimige. Zusätzlich wird Eyašarri erwähnt, der mit dem akkadischen Ea gleichzusetzen sei.
Im Vertrag seines Sohnes Šattiwazza werden neben hurritischen und akkadischen Gottheiten auch die Götter dmi-it-ra-aš, da-ru-na/ú-ru-ua-na, din-da-ra und dna-ša-at-ti-ia-an-na genannt, die angeblich den rigvedischen Göttern Mitra, Indra, Varuna und den beiden Nāsatyā entsprechen. Das Pantheon der Mittani ist eine Mischreligion verschiedener vorderasiatischer Völker. Ob die genannten, vielleicht indoarischen Gottheiten eine große Rolle im Kult spielten, darf bezweifelt werden.

## Rollsiegel, Glyptik

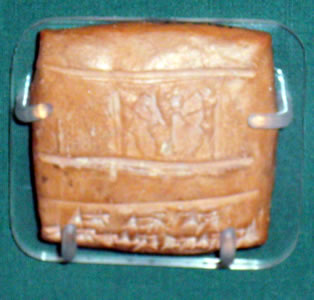
Abrollung des königlichen Siegels auf AlT 13, einer Tafel aus Alalach. Siegel des Šuttarna I., das im vorliegenden Fall von Sauštatar benutzt wurde.

Das älteste erhaltene königliche Siegel der Herrscher Mittanis findet sich auf Texten aus Alalach. Dargestellt sind zwei Helden, die einen Löwen packen. Es handelt sich wahrscheinlich um ein umgeschnittenes Siegel der Ur-III-Zeit. Nach der Inschrift ist der Siegelbesitzer der König Šuttarna I., das Siegel wurde bis in die Zeit Sauštatars (um 1440 v. Chr.) benutzt. Von Sauštatar ist ein weiteres königliches Siegel bekannt. Es zeigt einen geflügelten Genius mit einfacher Hörnerkrone, der zwei Löwen an den Hinterbeinen hochhält, im Hintergrund weitere tierbezwingende Figuren, u. a. eine Frau mit einer Schlange. Am oberen Rand sitzen zwei Löwen mit erhobener Tatze und einem Vogel auf dem Rücken unter einem Lebensbaum, der von einem Stern gekrönt wird.
Ein Siegelabdruck aus dem Amarna-Archiv ist in Register gegliedert und gehört vermutlich zu Tušratta. Es zeigt u. a. eine Adorationsszene sowie einen geflügelten Genius mit verschlungenen Beinen.
Nach Edith Porada werden zwei Glyptikstile unterschieden: Einerseits der so genannte Common-Stil, vorherrschend auf Rollsiegeln aus Fritte, und andererseits der Elaborate Stil, überwiegend auf Rollsiegeln aus Halbedelsteinen (Achat, Chalzedon, Karneol). Beide Gruppen stellen häufig Mischwesen, Pflanzen, sowie Götter und Helden, beispielsweise Tierbezwinger, dar. Die Figuren sind, statt auf einer gemeinsamen Standlinie zu stehen, sehr oft über die Siegelfläche verstreut.

## Könige von Mittani
Die folgenden Jahreszahlen sind auf der mittleren Chronologie beruhende Schätzungen.
- Kirta (kann chronologisch nicht eingeordnet werden)
- Šuttarna I. (kann chronologisch nicht eingeordnet werden)
- Baratarna 1500–1470 v. Chr.
- Parsatatar 1470–1450 v. Chr.
- Sauštatar 1450–1410 v. Chr.
- Artatama I. 1410–1400 v. Chr. (Sohn von Sauštatar)
- Šuttarna II. 1400–1375 v. Chr. (Sohn von Artatama I.)
- Artaššumara 1375–1370 v. Chr. (Sohn von Šuttarna II.)
- Tušratta 1370–1350 v. Chr. (Sohn von Šuttarna II.)
- Artatama II. 1350–1340 v. Chr. (Sohn von Šuttarna II.)
- Šuttarna III. 1350–1340 v. Chr. (Sohn von Artatama II.)
- Šattiwazza 1340–1320 v. Chr. (oder Mattiwaza/Kurtuwaza, Kili-Teššup, Sohn des Tušratta)
- Šattuara I. 1320–1300 v. Chr.
- Wašašatta 1300–1280 v. Chr. (Sohn des Šattuara)
- Šattuara II. 1280.–1267 v. Chr. (Sohn oder Neffe des Wašašatta; wurde von Salmanassar I. besiegt)